# مریتشل
مریتشل (به لاتین: Meritxell) یک روستا در آندورا با جمعیت ۷۵ نفر است که در کانیلو واقع شده‌است.